# Risoluzioni di Fairfax
Le Risoluzioni di Fairfax furono una serie di risoluzioni adottate da un comitato della Contea di Fairfax, nella colonia della Virginia, il 18 luglio 1774, nelle prime fasi della Rivoluzione Americana. Redatte su richiesta di George Washington e altri, furono scritte principalmente da George Mason. Le risoluzioni respingevano la rivendicazione del Parlamento britannico di avere autorità suprema sulle colonie americane. Più di trenta contee della Virginia approvarono risoluzioni simili nel 1774, ma le Risoluzioni di Fairfax furono le più dettagliate, le più influenti e le più radicali.

## Antefatti
Dopo che il Parlamento britannico emanò i Coercive Acts, noti anche come Leggi intollerabili, per punire il Massachusetts per il Boston Tea Party, la House of Burgesses della Virginia proclamò il 1º giugno 1774 come giorno di "digiuno, umiliazione e preghiera" in segno di solidarietà con Boston. In risposta, Lord Dunmore, il governatore reale della Virginia, sciolse la House of Burgesses. I delegati si riconvocarono alla Raleigh Tavern il 27 maggio e chiesero alle contee della Virginia di eleggere delegati a una speciale convention da tenersi in agosto. George Washington e Charles Broadwater furono eletti come rappresentanti della contea di Fairfax alla convention.
Il 5 luglio 1774, Washington e altri della contea di Fairfax si incontrarono ad Alexandria, in Virginia, per nominare un comitato che redigesse una dichiarazione che, come descrisse Washington, "definisse i nostri diritti costituzionali". La dichiarazione avrebbe dovuto servire formalmente anche come istruzioni per i delegati della contea di Fairfax alla Convention della Virginia. Il comitato scrisse una bozza che, con ogni probabilità, fu opera principalmente di George Mason. Mason e Washington si incontrarono nella casa di Washington a Mount Vernon il 17 luglio e forse revisionarono le risoluzioni. Il giorno successivo ad Alexandria, le Risoluzioni di Fairfax furono approvate in un incontro di liberi proprietari presieduto da Washington.

## Contenuto
Nelle Risoluzioni, i liberi proprietari espressero il desiderio di rimanere sudditi dell'Impero Britannico, ma insistevano sul fatto che "avremmo usato tutti i mezzi che il Cielo ci ha dato per evitare di diventare suoi schiavi".
Il breve documento forniva quanto segue:
- un conciso riassunto delle preoccupazioni costituzionali americane su questioni quali tassazione, rappresentanza, potere giudiziario, questioni militari ed economia coloniale;
- una proposta per incrementare la boicottazione da applicare alle merci britanniche;
- un appello alla convocazione di un congresso generale delle colonie allo scopo di preservare i diritti degli americani come inglesi;
- una condanna della pratica dell'importazione di schiavi come "commercio malvagio, crudele e innaturale"; se ne sollecitava la cessazione;
- Le Risoluzioni incaricavano Washington e Broadwater di presentare le risoluzioni alla Convention della Virginia.

## Conseguenze
Le Risoluzioni di Fairfax, come le molte altre risoluzioni simili approvate nelle assemblee di contea in tutte le colonie, riassumevano i sentimenti di molti coloni a metà del 1774: la convinzione che i loro diritti costituzionali venissero violati dalle politiche britanniche. Le Risoluzioni segnarono anche un passo avanti nella cooperazione intercoloniale, poiché sempre più americani iniziarono a rendersi conto che una minaccia contro una colonia era una minaccia contro tutte. Infine, le rivalità politiche in Virginia furono in qualche modo attenuate, consentendo a figure come Washington e Mason di lavorare in modo produttivo con i più radicali Patrick Henry, Richard Henry Lee e altri.
La protesta di non importazione richiesta nelle Risoluzioni richiamava, con alcune modifiche, la Virginia Association, che a sua volta fornì il modello per la Continental Association che fu approvata dal Primo congresso continentale il 20 ottobre 1774.